# Aplikacja przenośna

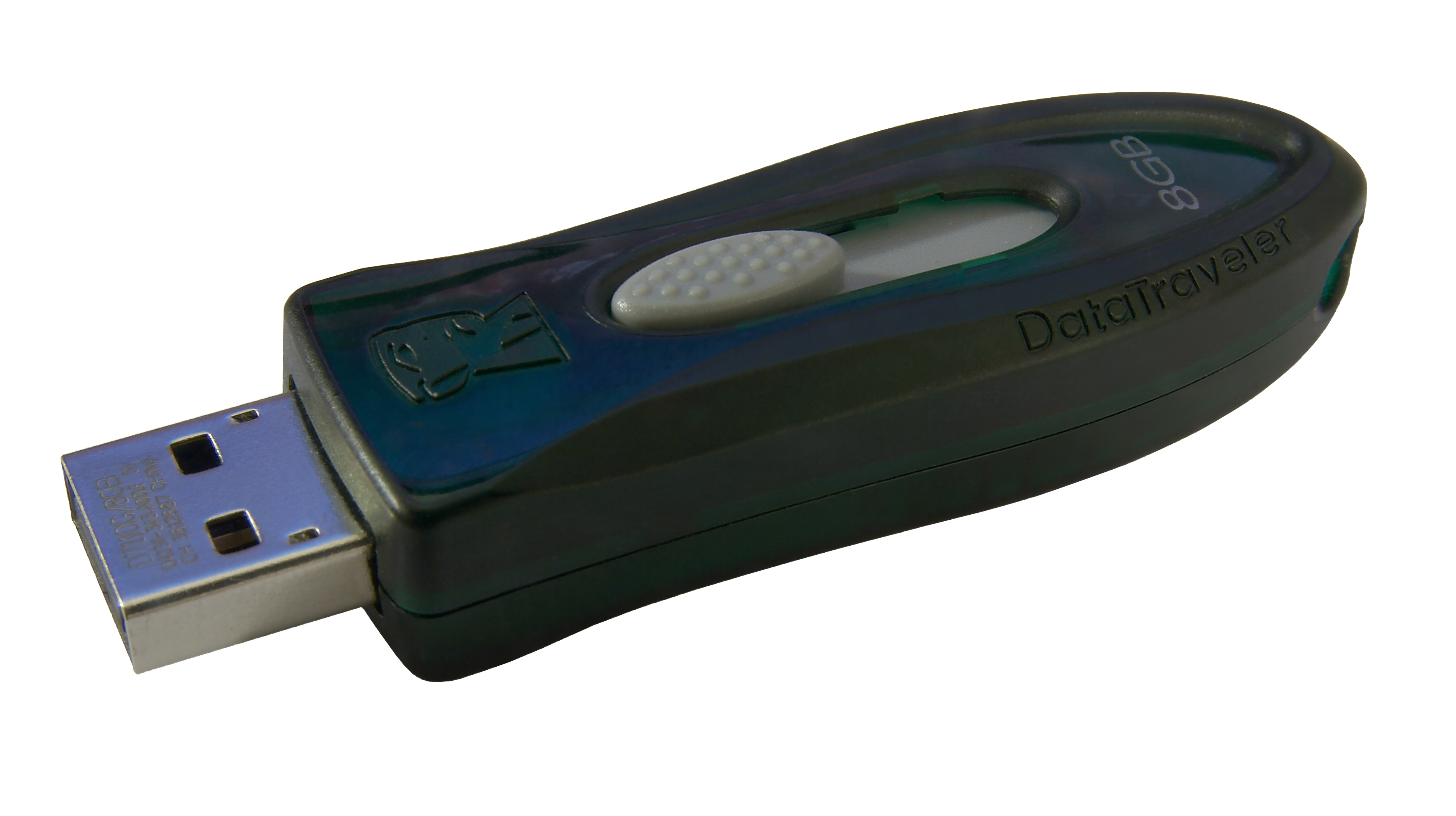
Przykładowy pendrive do przenoszenia aplikacji

Aplikacja przenośna – program niewymagający instalacji, który może być przenoszony na nośnikach danych (dyskietkach, płytach CD i DVD, pendrive'ach, iPodach) lub przesyłany między komputerami i uruchamiany na dowolnym urządzeniu do tego przystosowanym.
Najpopularniejszymi programami posiadającymi wersję przenośną są:
- przeglądarki internetowe
- klienty poczty
- czytniki RSS
- edytory HTML
- programy graficzne